# Antepipona guichardi
Antepipona guichardi är en stekelart som beskrevs av Giordani Soika 1979. Antepipona guichardi ingår i släktet Antepipona och familjen Eumenidae. Inga underarter finns listade i Catalogue of Life.